# Кубок Люксембургу з футболу 2011—2012
Кубок Люксембургу з футболу 2011–2012 — 87-й розіграш кубкового футбольного турніру в Люксембурзі. Титул здобув Ф91 Дюделанж.

## Календар
| Раунд           | Дата                         | Матчі | Клуби    |
| --------------- | ---------------------------- | ----- | -------- |
| Перший раунд    | 28 серпня 2011               | 18    | 106 → 88 |
| Другий раунд    | 4 вересня 2011               | 16    | 88 → 72  |
| Третій раунд    | 7-9 жовтня 2011              | 22    | 72 → 50  |
| Четвертий раунд | 28 жовтня - 9 листопада 2011 | 18    | 50 → 32  |
| 1/16 фіналу     | 26-27 листопада 2011         | 16    | 32 → 16  |
| 1/8 фіналу      | 11 квітня 2012               | 8     | 16 → 8   |
| 1/4 фіналу      | 1-2 травня 2012              | 4     | 8 → 4    |
| 1/2 фіналу      | 18-20 травня 2012            | 2     | 4 → 2    |
| Фінал           | 26 травня 2012               | 1     | 2 → 1    |

## Регламент
Згідно з регламентом у перших чотирьох раундах грають клуби нижчих дивізіонів, клуби Національного футбольного дивізіону Люксембургу стартують з 1/16 фіналу. На всіх стадіях команди грають по одному матчу.

## 1/16 фіналу
| Команда 1                      | Рахунок | Команда 2           |
| ------------------------------ | ------- | ------------------- |
| 26 листопада 2011              |         |                     |
| Мінерва (3)                    | 1:4     | Ф91 Дюделанж        |
| Сандвайлер (3)                 | 1:4     | Женесс (Еш)         |
| Роданж 91 (4)                  | 0:8     | Расінг              |
| 27 листопада 2011              |         |                     |
| Флаксвайлер/Бейрен (3)         | 3:4     | Свіфт               |
| Вікторія Роспорт (2)           | 0:6     | Діфферданж 03       |
| Мондорф-ле-Бен (2)             | 2:1 дч  | Рюмеланж            |
| УНА Штрассен (2)               | 1:5     | Петанж              |
| Уніон Мертерт/Вассербілліг (3) | 1:3     | Уніон 05            |
| Клеменсі (3)                   | 2:1     | Прогрес             |
| Мамер 32 (2)                   | 1:2     | Кер'єнґ             |
| Женесс (Юнглінстер) (3)        | 2:4     | Гостерт             |
| Янг Бойз (Дикірх) (2)          | 0:2     | Фола                |
| Спортинг (Бертранж) (4)        | 1:2     | РМ Гамм Бенфіка     |
| Вільц (2)                      | 1:4     | Гревенмахер         |
| Етцелла (2)                    | 2:0     | Белвал Белво (3)    |
| Оберкорн (2)                   | 1:0     | Луна (Оберкорн) (4) |

## 1/8 фіналу
| Команда 1          | Рахунок         | Команда 2       |
| ------------------ | --------------- | --------------- |
| 11 квітня 2012     |                 |                 |
| Мондорф-ле-Бен (2) | 3:3 дч пен. 4:1 | Петанж          |
| Кер'єнґ            | 0:2             | Уніон 05        |
| Расінг             | 2:3             | Гревенмахер     |
| Етцелла (2)        | 2:1             | Свіфт           |
| Женесс (Еш)        | 4:0             | Гостерт         |
| Клеменсі (3)       | 0:3             | Фола            |
| Ф91 Дюделанж       | 5:1             | РМ Гамм Бенфіка |
| Оберкорн (2)       | 0:2             | Діфферданж 03   |

## 1/4 фіналу
| Команда 1     | Рахунок         | Команда 2          |
| ------------- | --------------- | ------------------ |
| 1 травня 2012 |                 |                    |
| Фола          | 3:0             | Мондорф-ле-Бен (2) |
| 2 травня 2012 |                 |                    |
| Ф91 Дюделанж  | 4:2 дч          | Уніон 05           |
| Женесс (Еш)   | 2:2 дч пен. 3:0 | Етцелла (2)        |
| Діфферданж 03 | 2:1             | Гревенмахер        |

## 1/2 фіналу
| Команда 1      | Рахунок         | Команда 2   |
| -------------- | --------------- | ----------- |
| 18 травня 2012 |                 |             |
| Діфферданж 03  | 1:2 дч          | Женесс (Еш) |
| 20 травня 2012 |                 |             |
| Ф91 Дюделанж   | 1:1 дч пен. 4:2 | Фола        |

## Фінал
| 26 травня 2012 18:00 (EEST) |

| Ф91 Дюделанж                               | 4:2 дч   | Женесс (Еш)          |
| ------------------------------------------ | -------- | -------------------- |
| Йоахім 32', 105' Бензуєн 50' Абдуллей 120' | Протокол | Гомес 3' Бенаїба 65' |

| Жозі Бартель, Люксембург Глядачів: 2 847 Арбітр: Кристіан Холтген |